# Carlo Turcato
Carlo Turcato (Cervignano del Friuli, 22 settembre 1921 – Padova, 2 giugno 2017) è stato uno schermidore italiano, specializzato nella sciabola. Ha vinto una medaglia d'argento nella scherma ai Giochi olimpici.

## Palmarès

### Risultati élite
In carriera ha ottenuto i seguenti risultati:
Giochi olimpici
Individuale
A squadre
- Argento nella sciabola a Londra 1948